# Рольф Мулька
Рольф Мулька (нім. Rolf Mulka, 23 листопада 1927 — 14 липня 2012) — німецький яхтсмен.
Бронзовий призер Олімпійських Ігор 1960 року в класі Летючий голандець, учасник 1956 року.